# Albania en los Juegos Olímpicos de Sochi 2014
Albania estuvo representada en los Juegos Olímpicos de Sochi 2014 por dos deportistas que compitieron en esquí alpino.
El portador de la bandera en la ceremonia de apertura fue el esquiador alpino Erjon Tola y en la ceremonia de clausura, la esquiadora alpina Suela Mëhilli. El equipo olímpico albanés no obtuvo ninguna medalla en estos Juegos.